# ハビ・プアド
ハビエル・"ハビ"・プアド・ディアス（Javier "Javi" Puado Díaz、1998年5月25日 - ）は、スペイン・バルセロナ出身のサッカー選手。RCDエスパニョール所属。ポジションはFW。

## クラブ経歴
カタルーニャ州のバルセロナに生まれ、2014年にUEコルネジャからRCDエスパニョールの下部組織に加入した。2016-17シーズンの序盤にエスパニョールのBチームデビューを飾ったが、8月26日に膝の負傷を経験し、約8か月の離脱となった。
2017年6月21日、クラブとの契約を2022年まで延長した。2017-18シーズン、Bチームのリーグ戦で12ゴールを挙げると2018年5月にトップチーム昇格が決まった。
2018年8月18日、セルタ・デ・ビーゴとのリーグ戦でトップチームデビューを果たした。
2019年11月16日、負傷したラファエル・ドワミーナの代役としてレアル・サラゴサにレンタル移籍した。

## 代表経歴
2019年3月25日、ベネズエラ代表との非公式試合でカタルーニャ代表デビューを果たした。

## 人物
実父のフランシスコ・プアドは現役時代、主にテルセーラ・ディビシオンでプレーしたサッカー選手だった。